# Frank Mason
Frank Leo Mason III (Petersburg, 3 aprile 1994) è un cestista statunitense.

## Carriera
È stato selezionato dai Sacramento Kings al secondo giro del Draft NBA 2017 (34ª scelta assoluta).
Con gli Stati Uniti ha disputato i Campionati americani del 2022.

## Statistiche

### College
| Anno      | Squadra         | PG  | PT  | MP   | TC%  | 3P%  | TL%  | RP  | AP  | PRP | SP  | PP   |
| --------- | --------------- | --- | --- | ---- | ---- | ---- | ---- | --- | --- | --- | --- | ---- |
| 2013-2014 | Kansas Jayhawks | 35  | 3   | 16,1 | 41,7 | 32,7 | 66,2 | 1,3 | 2,1 | 0,5 | 0,0 | 5,5  |
| 2014-2015 | Kansas Jayhawks | 36  | 36  | 33,5 | 44,1 | 42,9 | 78,6 | 3,9 | 3,9 | 1,4 | 0,1 | 12,6 |
| 2015-2016 | Kansas Jayhawks | 38  | 38  | 33,5 | 43,4 | 38,1 | 73,9 | 4,3 | 4,6 | 1,3 | 0,1 | 12,9 |
| 2016-2017 | Kansas Jayhawks | 36  | 36  | 36,1 | 49,0 | 47,1 | 79,4 | 4,2 | 5,2 | 1,3 | 0,1 | 20,9 |
| Carriera  | Carriera        | 145 | 113 | 30,0 | 45,4 | 42,0 | 76,1 | 3,4 | 4,0 | 1,1 | 0,1 | 13,0 |

### NBA

#### Regular Season
| Anno      | Squadra          | PG  | PT | MP   | TC%  | 3P%  | TL%  | RP  | AP  | PRP | SP  | PP  |
| --------- | ---------------- | --- | -- | ---- | ---- | ---- | ---- | --- | --- | --- | --- | --- |
| 2017-2018 | Sacramento Kings | 52  | 2  | 18,9 | 37,9 | 36,0 | 81,7 | 2,5 | 2,8 | 0,7 | 0,2 | 7,9 |
| 2018-2019 | Sacramento Kings | 38  | 0  | 11,4 | 42,0 | 21,9 | 68,4 | 1,1 | 2,2 | 0,4 | 0,1 | 5,1 |
| 2019-2020 | Milwaukee Bucks  | 9   | 0  | 13,1 | 45,1 | 28,6 | 58,8 | 2,1 | 3,2 | 0,6 | 0,1 | 6,9 |
| 2020-2021 | Orlando Magic    | 4   | 1  | 19,8 | 37,5 | 40,0 | 71,4 | 3,0 | 3,0 | 0,0 | 0,0 | 6,3 |
| Carriera  | Carriera         | 103 | 3  | 15,7 | 39,6 | 30,1 | 75,5 | 2,0 | 2,6 | 0,5 | 0,1 | 6,7 |

#### Playoffs
| Anno     | Squadra         | PG | PT | MP  | TC% | 3P% | TL% | RP  | AP  | PRP | SP  | PP  |
| -------- | --------------- | -- | -- | --- | --- | --- | --- | --- | --- | --- | --- | --- |
| 2020     | Milwaukee Bucks | 2  | 0  | 1,0 | -   | -   | -   | 0,0 | 0,5 | 0,0 | 0,0 | 0,0 |
| Carriera | Carriera        | 2  | 0  | 1,0 | -   | -   | -   | 0,0 | 0,5 | 0,0 | 0,0 | 0,0 |

### G League
| Anno      | Squadra          | PG | PT | MP   | TC%  | 3P%  | TL%  | RP  | AP  | PRP | SP  | PP   |
| --------- | ---------------- | -- | -- | ---- | ---- | ---- | ---- | --- | --- | --- | --- | ---- |
| 2019-2020 | Wisconsin Herd   | 23 | 23 | 31,5 | 50,4 | 42,5 | 81,5 | 3,4 | 5,0 | 1,1 | 0,2 | 26,4 |
| 2021-2022 | South Bay Lakers | 13 | 6  | 26,9 | 40,2 | 35,6 | 79,2 | 3,3 | 3,8 | 0,5 | 0,2 | 11,8 |
| 2021-2022 | Wisconsin Herd   | 10 | 5  | 28,5 | 42,9 | 31,8 | 61,1 | 2,7 | 5,3 | 0,6 | 0,1 | 17,4 |
| Carriera  | Carriera         | 46 | 34 | 29,6 | 46,8 | 39,0 | 78,4 | 3,2 | 4,8 | 0,9 | 0,2 | 20,3 |

## Palmarès
- Big 12 Conference Player of the Year (2017)
- Naismith Award (2017)
- John R. Wooden Award (2017)
- NABC Player of the Year (2017)
- Oscar Robertson Trophy (2017)
- Bob Cousy Award (2017)
- APP Award (2017)
- Sporting News Player of the Year (2017)
- NBDL MVP (2020)